# Kherty
Kherty est une ancienne divinité égyptienne. Bien qu'il soit archéologiquement attesté depuis le début de la IIe dynastie, son rôle mythologique d'origine à cette époque n'est pas clair : Kherty était un dieu égyptien de la Douât. Les premières descriptions mythologiques du rôle de Kherty n'apparaissent pas avant la VIe dynastie dans les textes des pyramides.

## Descriptif
Les premières représentations de Kherty apparaissent au début de la IIe dynastie, sous les rois Hotepsekhemoui et Nebrê. Il est normalement représenté sous la forme d'un bélier couché et momifié. Dans de rares cas, il a été représenté comme un taureau ou un lion. La figurine est toujours guidée par les signes hiéroglyphiques d'une pagaille et d'une miche de pain, donnant une lecture comme kherty.

## Culte
Kherty était vénéré depuis le début de la IIe dynastie, son nom apparaît pour la première fois sur les bols en pierre du roi Sneferka. Des inscriptions sur des bols de pierre datant du règne du roi Péribsen mentionnent pour la première fois le titre de « dieu serviteur de Kherty » (hem-netjer Kherty). Le centre principal du culte de Kherty était situé à Létopolis (aujourd'hui Aousîm), un deuxième centre de culte a ensuite été fondé à Nesat (emplacement exact inconnu). 

## Mythologie
Kherty était un personnage contradictoire : les Textes des pyramides révèlent qu'il était vénéré en tant que guide, qui amenait le roi décédé en toute sécurité dans l'au-delà en « étant le passeur ». Il protégeait également le défunt contre divers démons (nommés inmetjou dans les textes) envoyés par Seth. Le roi décédé était ensuite amené à destination par Rê. Sur un autre site, Kherty était redouté comme la mort en personne, un dieu qui « vit sur le cœur des hommes », les faisant cesser de battre. Les Textes des pyramides révèlent que Kherty a attaqué le cœur physique (khat (jw)) des peuples mourants, et non le cœur métaphysique et symbolique (jb) comme « siège des pensées et des sentiments ». Pour cette raison, de nombreux sorts et prières ont été adressés à Kherty pour tenter de se lier d'amitié avec lui et de lui plaire. D'autres prières supplient Rê de « prendre le roi décédé loin de Kherty ». Ces prières mentionnent également Osiris, le juge des enfers. Ainsi, Kherty et Osiris étaient mythologiquement liés l'un à l'autre. 
Kherty n'est pas mentionné dans les Textes des sarcophages de la période du Moyen Empire. Il y est remplacé par le dieu Aker, qui est désormais le passeur. Dans les prières du Livre des Morts, Kherty est décrit comme un gardien qui guide la barque céleste de Rê. 